# ولیکی سرچینتسی
ولیکی سرچینتسی (به لاتین: Velyki Sorochyntsi) یک روستا در اوکراین است.

## خصوصیات
ولیکی سرچینتسی ۴٬۰۳۷ نفر جمعیت دارد.